# Nationalliga A (Schach) 2011
Die Saison 2011 der Schweizer Nationalliga A im Schach sah ein enges Rennen um den Titel, am Ende betrug der Abstand zwischen dem ersten und dem sechsten Platz nur 3 Punkte. Neuer Schweizer Meister wurde der Aufsteiger Schachklub Réti Zürich vor der SG Riehen und dem Titelverteidiger SG Zürich.
Aus der Nationalliga B war neben Réti Zürich der Chess Club Echallans aufgestiegen, der allerdings punktlos zusammen mit Lausanne Le Joueur direkt wieder absteigen musste.
Zu den gemeldeten Mannschaftskadern der teilnehmenden Vereine siehe Mannschaftskader der Schweizer Nationalliga A im Schach 2011.

## Abschlusstabelle
| Pl. | Verein                     | Sp | G | U | V | MP   | Brett-P.  |
| --- | -------------------------- | -- | - | - | - | ---- | --------- |
| 01. | Schachklub Réti Zürich (N) | 9  | 6 | 2 | 1 | 14:4 | 45,0:27,0 |
| 02. | SG Riehen                  | 9  | 6 | 2 | 1 | 14:4 | 42,0:30,0 |
| 03. | SG Zürich (M)              | 9  | 5 | 2 | 2 | 12:6 | 43,0:29,0 |
| 04. | Club d’Echecs de Genève    | 9  | 5 | 2 | 2 | 12:6 | 40,5:31,5 |
| 05. | Schachklub Luzern          | 9  | 5 | 2 | 2 | 12:6 | 40,0:32,0 |
| 06. | Schachfreunde Reichenstein | 9  | 5 | 1 | 3 | 11:7 | 38,5:33,5 |
| 07. | SG Winterthur              | 9  | 2 | 3 | 4 | 7:11 | 32,5:39,5 |
| 08. | SV Wollishofen             | 9  | 3 | 0 | 6 | 6:12 | 31,0:41,0 |
| 09. | Lausanne Le Joueur         | 9  | 1 | 0 | 8 | 2:16 | 30,0:42,0 |
| 10. | Chess Club Echallans (N)   | 9  | 0 | 0 | 9 | 0:18 | 17,5:54,5 |

## Entscheidungen
|     | Schweizer Meister: Schachklub Réti Zürich                                 |
|     | Absteiger in die Nationalliga B: Lausanne Le Joueur, Chess Club Echallans |
| (M) | Meister der letzten Saison                                                |
| (N) | Aufsteiger der letzten Saison                                             |

## Kreuztabelle
| Ergebnisse | Ergebnisse                 | 01. | 02. | 03. | 04. | 05. | 06. | 07. | 08. | 09. | 10. |
| ---------- | -------------------------- | --- | --- | --- | --- | --- | --- | --- | --- | --- | --- |
| 01.        | Schachklub Réti Zürich     |     | 2½  | 5   | 4½  | 5½  | 4   | 4   | 6   | 6   | 7½  |
| 02.        | SG Riehen                  | 5½  |     | 4½  | 4   | 3½  | 4½  | 4   | 5   | 4½  | 6½  |
| 03.        | SG Zürich                  | 3   | 3½  |     | 4   | 4   | 4½  | 6½  | 5   | 5   | 7½  |
| 04.        | Club d’Echecs de Genève    | 3½  | 4   | 4   |     | 5   | 3   | 5   | 6   | 4½  | 5½  |
| 05.        | Schachklub Luzern          | 2½  | 4½  | 4   | 3   |     | 5   | 4   | 5½  | 5   | 6½  |
| 06.        | Schachfreunde Reichenstein | 4   | 3½  | 3½  | 5   | 3   |     | 5   | 4½  | 5½  | 4½  |
| 07.        | SG Winterthur              | 4   | 4   | 1½  | 3   | 4   | 3   |     | 3½  | 4½  | 5   |
| 08.        | SV Wollishofen             | 2   | 3   | 3   | 2   | 2½  | 3½  | 4½  |     | 4½  | 6   |
| 09.        | Lausanne Le Joueur         | 2   | 3½  | 3   | 3½  | 3   | 2½  | 3½  | 3½  |     | 5½  |
| 10.        | Chess Club Echallans       | ½   | 1½  | ½   | 2½  | 1½  | 3½  | 3   | 2   | 2½  |     |

## Die Meistermannschaft
| 1.            | Schachklub Réti Zürich |
| Schachfiguren | Alexei Drejew, Vadim Milov, Sebastian Bogner, Mihajlo Stojanović, Joseph Gallagher, Severin Papa, Peyman Mohajerin Esfahani, Tobias Hirneise, Thomas Pähtz Jr., André Lombard, Matthias Gantner, Christian Wagner, Monika Seps, Vincent Kriste, Peter Meier. |